# 20 złotych Mikołaj Kopernik
20 złotych Mikołaj Kopernik – polski banknot kolekcjonerski o nominale dwudziestu złotych, wprowadzony do obiegu 9 lutego 2023 roku, zarządzeniem z 24 stycznia 2023 r.

## Awers

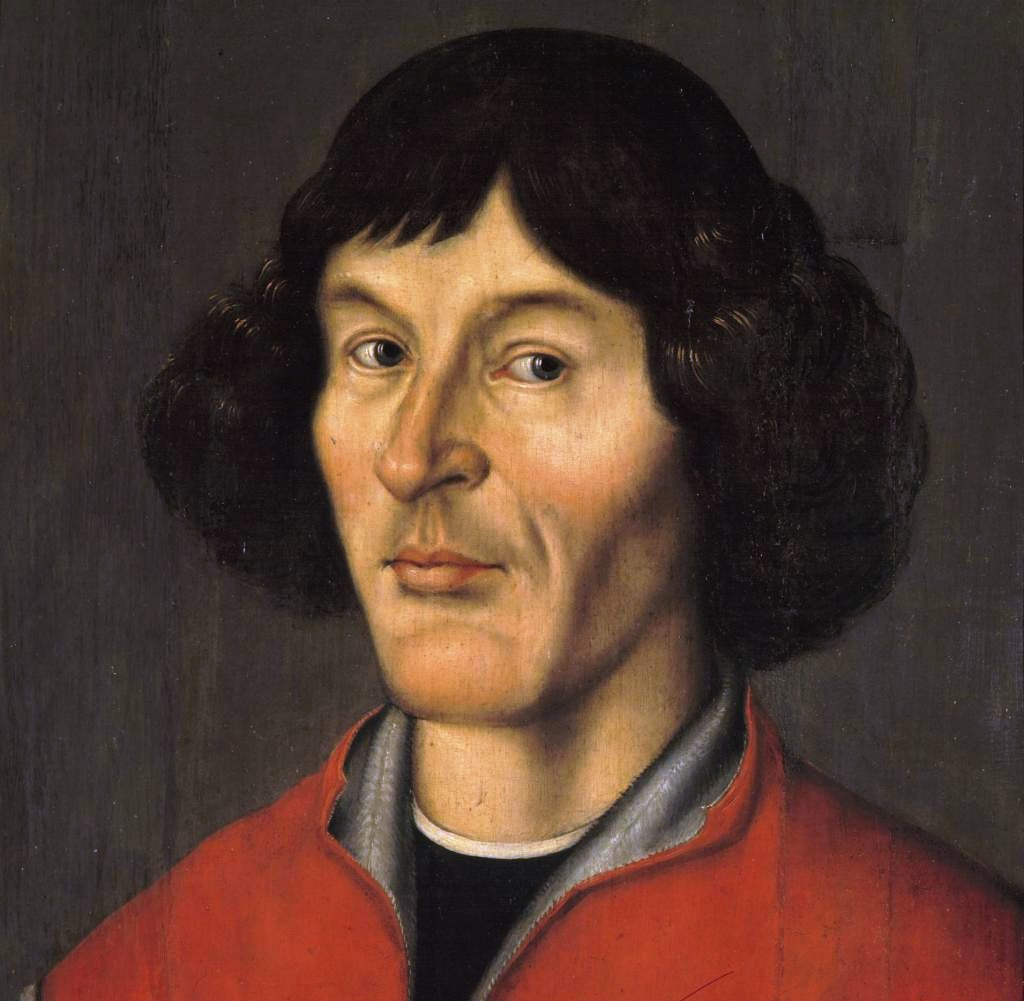
Portret Mikołaja Kopernika użyty na banknocie

Na awersie umieszczono najpopularniejszy (tzw. toruński) portret Mikołaja Kopernika oraz stylizowane wizerunki kwadrantu i fragment układu heliocentrycznego.

## Rewers
Na rewersie zostały zaprezentowane wizerunki historycznych monet: awers i rewers szóstaka gdańskiego, awers szóstaka elbląskiego, awers szeląga pruskiego (Toruń), a także wizerunek fragmentu układu heliocentrycznego. W tle widnieje Zamek Kapituły Warmińskiej w Olsztynie.

## Nakład
Polska Wytwórnia Papierów Wartościowych wydrukowała 100 000 banknotów, o wymiarach 150 mm x 77 mm, wg projektu Krystiana Michalczuka.

## Opis
Jest to 15. banknot kolekcjonerski wydany przez PWPW i upamiętnia 550-lecie urodzin Mikołaja Kopernika. Jest to także drugi banknot polimerowy (pierwszym był 20 złotych 100. rocznica utworzenia Legionów Polskich) wyemitowany przez NBP. 

## Zabezpieczenia
Banknot ma zabezpieczenia takie jak:
- efekt kątowy
- mikrodruk
- obraz tonalny
- pasek irydyscentny
- przezroczyste okienko
- wielobarwny obraz widoczny w świetle UV
- zabezpieczenie optyczne z efektem ruchu i obrazem 3D